# Susan Meiselasová
Susan Meiselasová (nepřechýleně Meiselas; * 21. června 1948 Baltimore) je americká dokumentární fotografka. S uměleckou skupinou Magnum Photos je spojena od roku 1976 a od roku 1980 je řádnou členkou. Nejznámější jsou její fotografie ze sedmdesátých let zobrazující válkou zničenou Nikaragui a americké karnevalové striptérky.
Vydala několik knih se svými fotografiemi a editovala a přispívala do knih jiných autorů. Její práce byly publikovány v novinách a časopisech včetně The New York Times, The Times, Time, GEO nebo Paris Match. V roce 1979 získala Zlatou medaili Roberta Capy a v roce 1992 získala Macarthur Fellow. V roce 2006 jí ocenila Královská fotografická společnost medailí a čestným členstvím a v roce 2019 získala Cenu Deutsche Börse Photography Foundation.
Po vztahu, který trval více než třicet let, si vzala filmaře Richarda P. Rogerse krátce před jeho smrtí v roce 2001.

## Životopis
Meiselasová se narodila v Baltimoru v Marylandu. Navštěvovala střední školu v Woodmere v New Yorku. V roce 1970 získala titul BA na Sarah Lawrence College a magisterský titul v oblasti vizuálního umění na Harvardově univerzitě, kde studovala u Barbary Norfleet. Získala čestné doktoráty v oblasti výtvarného umění na Parsons School v roce 1986 a The Art Institute of Boston v roce 1996.

### Kariéra
Poté, co získala titul na Harvardově univerzitě, byla Meiselasová asistentkou střihu dokumentárního filmu Fredericka Wisemana Basic Training. Od roku 1972 do roku 1974 pracovala pro veřejné školy v New Yorku, vedla workshopy pro učitele a děti v Bronxu a navrhovala fotografické kurikulum pro 4. – 6. ročník. V polovině 70. let začala Meiselasová pracovat na projektu Prince Street Girls, který dokumentuje mladé a dospívající dívky z Malé Itálie v New Yorku. Také pracovala ve Státních uměleckých komisích v Jižní Karolíně a Mississippi, kde zřídila fotografické programy na venkovských školách, a působila jako konzultantka pro Polaroid a Centrum pro porozumění médiím v New Yorku.
Její první velký fotografický projekt dokumentoval striptérky na veletrzích a karnevalech v Nové Anglii, na kterém pracovala během léta při výuce na veřejných školách v New Yorku. Výsledkem projektu byla výstava ve Whitney Muzeu a kniha Carnival Strippers, která obsahovala zvukové nahrávky rozhovorů s fotografovanými osobami na CD zabaleném v knize.
Na konci sedmdesátých let Meiselasová dokumentovala povstání v Nikaragui a otázky lidských práv v Latinské Americe. Její nejpozoruhodnější snímek z tohoto projektu byl Molotov Man , který zobrazuje muže (později identifikovaného jako Pablo 'Bareta' Aruaz), házící pravou rukou Molotovův koktejl vyrobený z láhve Pepsi Coly, zatímco v levé ruce držel pušku. Stal se symbolem Sandinistické revoluce a byl v Nikaragui široce reprodukován a využíván. Později, mimo tento kontext, byl reprodukován prostřednictvím internetového memu založeného na malbě Joye Garnetta Molotov z roku 2003, čímž se stal prominentní případovou studií přivlastňování, transformace a citace v umění. Její fotografie z Nikaragujské revoluce byly začleněny do místních učebnic v Nikaragui. Její dokumentární film z roku 1991 Obrázky z revoluce zachycuje její návrat na místa, která fotografovala a rozhovory s fotografovanými lidmi, které odrážejí obrázky deset let po válce. V roce 2004 se Meiselasová vrátila do Nikaraguy a na místech, kde byly snímky pořízeny, nainstalovala devatenáct velkoplošných fotografií. Projekt se jmenoval „Reframing History“.
V roce 1981 navštívila vesnici zničenou vládními silami v Salvadoru a fotografovala masakr El Mozote ve spolupráci s novináři Raymondem Bonnerem a Almou Guillermoprietovou.
Počínaje rokem 1992 Meiselasová využila finanční prostředky nadace MacArthur Foundation na kurátorství fotografické dokumentace historie Kurdistánu, což vyústilo v knihu Kurdistán: Ve stínu historie a související internetovou stránku akaKurdistan.
Během několika měsíců v letech 2015 a 2016 Meiselasová pracovala na projektu o ženách v azylových domech v oblasti Black Country v oblasti West Midlands v Anglii. Projekt byl vytvořen ve spolupráci s Multistory, místní komunitní uměleckou charitou, která vydala fotografickou knihu A Room of Their Own (2017).

## Publikace

### Publikace Meiselasové
- Learn to See. USA: Polaroid Foundation, 1975. Spolupráce s firmou Polaroid Corporation.
- Carnival Strippers. USA: Farrar, Straus and Giroux, 1976; Německo: Steidl, 2003. ISBN 978-3-88243-954-0.
- Nicaragua, June 1978 – July 1979. USA: Pantheon, 1981, ISBN 978-0-906495-67-4. New York: Aperture, 2008, ISBN 978-1-59711-071-6.
- El Salvador: The Work of Thirty Photographers. USA: Pantheon, 1983; Writers and Readers, 1983.
- Kurdistan: In the Shadow of History. USA: Random House, 1997. USA: University of Chicago Press, 2008. ISBN 978-0-226-51928-9.
- Pandora's Box. Denmark: Magnum Editions / Trebruk, 2001. ISBN 978-0-9538901-1-8. New York.
- Encounters with the Dani. USA/Germany: International Center of Photography/Steidl, 2003. ISBN 978-3-88243-930-4.
- In History: Susan Meiselas. Editace: Kristen Lubben. Texty: Meiselasová, Caroline Brothers, Edmundo Desnoes, Ariel Dorfman, Elizabeth Edwards a David Levi Strauss. USA/Německo: International Center of Photography / Steidl, 2008. ISBN 978-3-86521-685-4. Publikováno v souvislosti s výstavou.
- Prince Street Girls.
  - Paris: Yellow Magic Books, 2013. Edice 200 kopií.
  - Oakland, CA: TBW Books, 2017. Subscription Series #5, Book #2. ISBN 978-1-942953-28-9. Edice 1000 kopií. Meiselasová, Mike Mandel, Bill Burke a Lee Friedlander, každý z nich má jednu knihu v setu čtyř.
- A Room of Their Own. West Bromwich, England: Multistory, 2017.
- On the Frontline. New York City: Aperture, 2017. Editor: Mark Holborn. ISBN 9781597114271.

### Publikace editované Meiselasovou
- Chile From Within. Editorka: Meiselasová. USA: W.W. Norton, 1993. Photografie: Paz Errazuriz et al. ASIN B001F9BUBS. Texty: Ariel Dorfman a Marco Antonio de la Parra. ISBN 9780393306538.

## Filmy
- Living at Risk: The Story of a Nicaraguan Family (1986) – 2. režisérka: Susan Meiselasová
- Pictures from a Revolution (1991) – další režie: Alfred Guzzetti a Richard P. Rogers
- Roses in December (1982)- features Meiselas’ stills of the churchwomen’s gravesite.

## Ocenění
- 1978: Zlatá medaile Roberta Capy za "vynikající odvahu a zpravodajství" za práci v Nikaragui[19]
- 1982: American Society of Media Photographers, fotožurnalista roku
- 1982: Cena Leica za vynikající výsledky[20]
- 1985: Cena Engelharda od Institutu pro současné umění v Bostonu[21]
- 1992: MacArthurova cena, John D. a Catherine T. MacArthur Foundation[2]
- 1994: Cena Marie Moorsové Cabotové z Kolumbijské univerzity za její dokumentaci Latinské Ameriky[22]
- 1994: Čestná medaile Missouri za významnou službu v žurnalistice[23]
- 1994: Hasselblad Award[24]
- 1999: Nederlands Foto Instituut Grant, „Photoworks-in-Progress: Constructing Identity“
- 2005: Cena Infinity: Cena Cornella Capy, Mezinárodní centrum fotografie, New York City[25]
- 2006: Centenary Medal and Honorary Fellowship Královské fotografické společnosti (HonFRPS)[3]
- 2011: Harvardova medaile Arts First, Harvardova univerzita[26]
- 2015: Guggenheimovo stipendium od Nadace Johna Simona Guggenheima[27]
- 2019: Vítězka ceny Nadace fotografie Deutsche Börse za retrospektivní výstavu Mediace v Galerii nationale du Jeu de Paume v Paříži.[28]

## Sbírky
Díla Meiselasové se nachází v následujících stálých sbírkách:
- Institut umění v Chicagu, Illinois[29]
- Birminghamské muzeum umění, Alabama[30]
- Muzeum mlhy, Harvardova univerzita, Cambridge, Massachusetts[31]
- George Eastman House, Rochester, NY[32]
- Židovské muzeum v New Yorku[33]
- Knihovna Kongresu, Washington DC[34]
- Sbírka Magnum Photos v centru Harry Ransom, University of Texas v Austinu[35]
- Muzeum současné fotografie, Chicago, IL[36]
- Muzeum umění Houston, Texas[37]
- Muzeum moderního umění, New York[12]
- Nelson-Atkinsovo muzeum umění, Kansas City, MO[38]
- Muzeum moderního umění v San Franciscu, Kalifornie[39]
- Muzeum amerického umění Whitneyové, New York City[40]

## Výstavy
- Susan Meiselasová. Mediace, Fundació Antoni Tàpies, Barcelona, 2017;[41] Galerie nationale du Jeu de Paume, Paříž, únor – květen 2018.[42][43][44] Retrospektiva.